# 총예 계곡

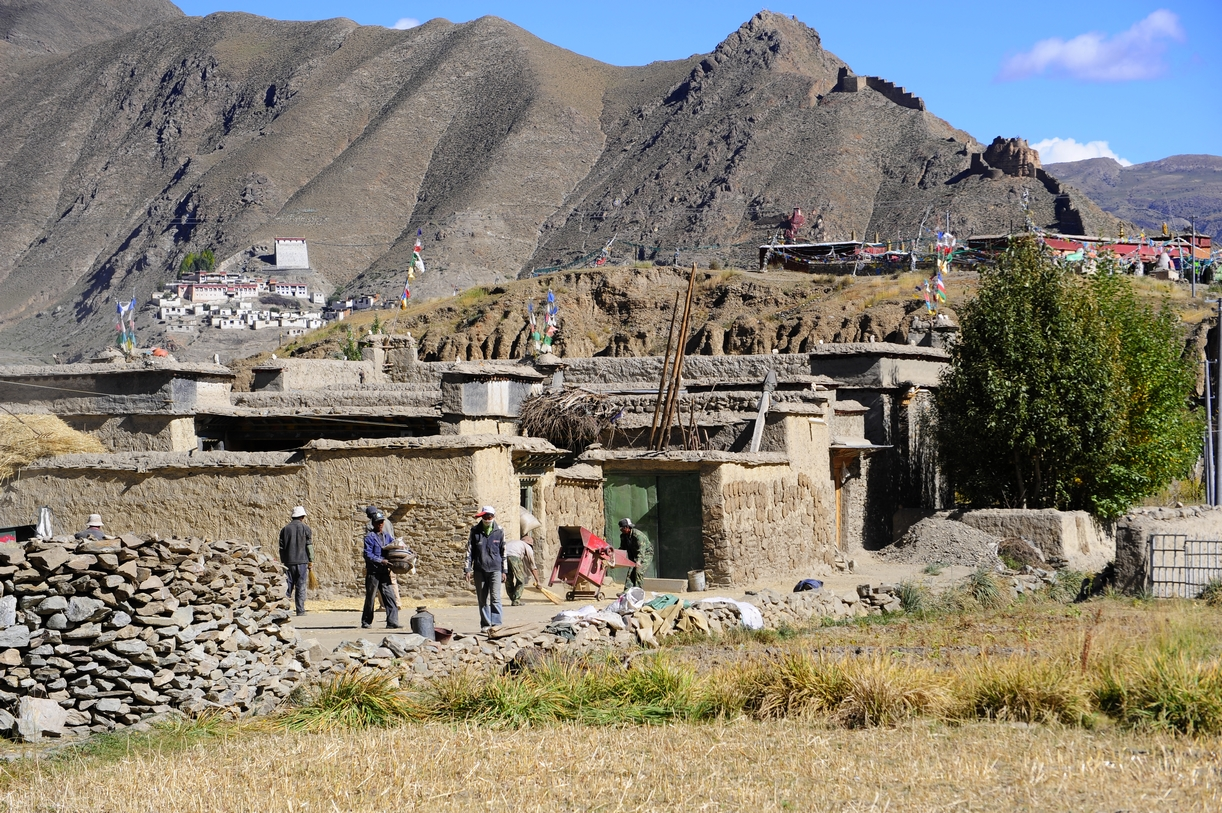
첸포들의 계곡 근처에 있는 꽝계이의 리우 데첸 수도원

총예 계곡(Chongye Valley)은 얄룽 계곡의 남서쪽 지류다. 티베트 제4의 도시인 체탕에서 남쪽으로 27 킬로미터 떨어진 곳에 있다. 
자연적 언덕처럼 보이는 커다란 흙무덤이 8기 있으며, 토번의 첸포(토번의 황제)가 8명~10명 정도 이곳에 매장된 것으로 생각된다. 여기에 묻힌 것으로 추측되는 첸포로는 송첸 감포, 낭송 망촌, 트리두 송첸, 걍차 라반, 트리데 충첸, 트리송 데첸, 무니 창포, 트리추 데첸 등이 있다.

## 같이 보기
- 히말라야산맥
- 명과 청 시대의 황릉
- 왕가의 계곡